# ماكسيم بوشارد
ماكسيم بوشارد هو غطاس كندي، ولد في 18 سبتمبر 1990 في لاسال في كندا.

## وصلات خارجية
- ماكسيم بوشارد على موقع الاتحاد الدولي للسباحة (الإنجليزية)
- ماكسيم بوشارد على موقع قاعدة بيانات الغوص IAT (الألمانية)
- ماكسيم بوشارد على موقع اللجنة الأولمبية الدولية (الإنجليزية)
- ماكسيم بوشارد على موقع أوليمبيديا (الإنجليزية)
- ماكسيم بوشارد على موقع اللجنة الأولمبية الكندية (الإنجليزية)